# Лоши момичета (сериал)
„Лоши момичета“ (на английски: L.A.'s Finest) е американски полицейски сериал, създаден от Брандън Марголис и Брандън Сониер и продуциран от Sony Pictures Television. Той е спиноф на филмовата поредица „Лоши момчета“. Главните роли се изпълняват от Гейбриъл Юниън и Джесика Алба.
Премиерата на сериала се излъчва по Spectrum на 13 май 2019 г. и приключва на 9 септември 2020 г. след два сезона. Излъчва се и по „Фокс“ на 21 септември 2020 г.

## В България
В България сериалът започва излъчване по Нова телевизия на 18 юли 2024 г. с разписание от понеделник до четвъртък от 22:30 ч. Вторият сезон започва на 8 август 2024 г. Ролите се озвучават от артистите Йорданка Илова, Ася Братанова, Христина Ибришимова, Александър Воронов, Димитър Иванчев и Стефан Сърчаджиев-Съра.